# Bolton Museum
Il Bolton Museum è un museo e galleria d'arte della città di Bolton, Grande Manchester, nel nord dell'inghilterra, di proprietà del Metropolitan Borough of Bolton.

## Collezioni
Le collezioni comprendono storia naturale, archeologia, arte, storia locale e uno dei più antichi acquari pubblici della Gran Bretagna. Queste sono ospitate, insieme alla Bolton Central Library, in un'ala del Bolton Civic Center, progettato dagli architetti locali Bradshaw Gass & Hope e inaugurato nel 1939. Il museo ha due sedi periferiche Smithills Hall e Hall i 'th' Wood.
Molti pezzi sono donazioni di privati, compresi esemplari geologici dalla proprietà di Caroline Birley.
Nel 2006, il museo venne coinvolto nel caso Shaun Greenhalgh, quando una statua della sua collezione, la Amarna Princess, si rivelò un falso.
La galleria Bolton Lives presenta la storia di Bolton e della sua gente.